# Laurent Gbagbo
« Gbagbo » redirige ici. Pour les autres significations, voir Gbagbo (homonymie).
Laurent Gbagbo , né le 31 mai 1945 à Gagnoa, est un historien, écrivain et homme d'État ivoirien, président de la république du 26 octobre 2000 au 11 avril 2011.
Fondateur du Front populaire ivoirien (FPI) avec son épouse Simone, il est un opposant historique à Félix Houphouët-Boigny, « père » de l'indépendance du pays.
Il est élu à la tête de la Côte d'Ivoire lors de l'élection présidentielle de 2000 face au président sortant, Robert Guéï. Son mandat est marqué par une crise politico-militaire et un affrontement avec la France.
À l’issue de l'élection présidentielle de 2010, qui devait se tenir en 2005 mais qu'il a repoussée à plusieurs reprises, il est donné battu par Alassane Ouattara par la Commission électorale indépendante. Il refuse cependant de quitter le pouvoir en se basant sur les chiffres du Conseil constitutionnel, ce qui entraîne une crise de plusieurs mois alors que sa défaite est reconnue par la communauté internationale.
Finalement arrêté par les forces d'Alassane Ouattara et incarcéré auprès de la Cour pénale internationale (CPI) à La Haye, il est acquitté en 2019 après huit ans d'emprisonnement. Rentré en Côte d’Ivoire en 2021, il quitte le FPI, en proie à des tensions internes, puis fonde le Parti des peuples africains – Côte d'Ivoire (PPA-CI) et annonce son intention de concourir à l'élection présidentielle de 2025.

## Biographie
Laurent Gbagbo naît le 31 mai 1945 à Gagnoa, en Côte d'Ivoire dans une famille bété. Il voit le jour au sein d'une famille catholique modeste, originaire du village de Mama dans le centre-ouest ivoirien. Son père, Paul Koudou, est sergent de police et sa mère, Marguerite Gado, originaire du village bété de Blouzon, est ménagère. Son père est blessé et fait prisonnier par les troupes allemandes pendant la Seconde Guerre mondiale ; à ce titre, il est décoré de la médaille de reconnaissance de la Nation le 8 mai 2003,.

### Formation
Gbagbo commence ses études à l'école primaire publique Plateau, à Agboville, où son père exerce sa profession.
Il obtient son baccalauréat au lycée classique à Cocody, en 1965, puis une licence d'histoire à l'université d'Abidjan en 1969. Il devient en 1970 professeur d'histoire au lycée classique d'Abidjan. Chercheur à l'Institut d'histoire, d'art et d'archéologie africaine (IHAAA) à partir de 1974, il est également titulaire d'une maîtrise d'histoire de la Sorbonne. Il soutient enfin, en juin 1979, une thèse de « docteur d'université » (grade qui pouvait être attribué à un étudiant n'ayant pas suivi les cours de DEA indispensables pour soutenir une thèse de « docteur d'État ») en histoire intitulée Les Ressorts socio-économiques de la politique ivoirienne : 1940-1960 à l'université Paris-Diderot.

## Ascension politique

### Opposant à Houphouët-Boigny
Membre du Syndicat national de la recherche et de l'enseignement supérieur (SYNARES), ce syndicaliste actif dans les années 1970 est emprisonné à Séguéla et Bouaké de mars 1971 à janvier 1973. Devenu directeur de l'IHAAA en 1980, il se révèle lors des manifestations étudiantes du 9 février 1982, qui provoquent la fermeture des universités et des grandes écoles.
En 1982, Laurent Gbagbo s'enfuit de la Côte d’Ivoire pour rejoindre la France, via le Burkina Faso. Il crée clandestinement un nouveau parti, le Front populaire ivoirien (FPI), avec Aboudramane Sangaré, Émile Boga Doudou, Assoa Adou, Pascal Kokora, Pierre Kipré et celle qui est sa compagne et deviendra sa femme, Simone Ehivet.
Parti en exil en France en 1985, il dénonce la dictature du Parti démocratique de Côte d'Ivoire, alors parti unique. Idéologiquement proche du Parti socialiste français, il se lie d'amitié avec Guy Labertit, membre du Parti socialiste unifié, du fait de son opposition à Félix Houphouët-Boigny.
Houphouët-Boigny s'inquiète de voir Gbagbo développer un réseau de contacts et comprend que « son remuant opposant serait beaucoup moins encombrant à Abidjan qu'à Paris ». Fortement pressé de rentrer au pays, Gbagbo retourne finalement en Côte d'Ivoire le 13 septembre 1988, Houphouët-Boigny ayant implicitement accordé son pardon (« l'arbre ne se fâche pas contre l'oiseau »). Devenu secrétaire général du FPI lors du congrès constitutif des 19 et 20 novembre 1988, il se présente à l'élection présidentielle du 28 octobre 1990 qui est marquée par la première candidature face à celle du président Félix Houphouët-Boigny ; Gbagbo remporte 18,3 % des suffrages, ce qui lui confère le statut de chef de l'opposition. Les élections législatives du 25 novembre de la même année sont les premières placées sous le signe du multipartisme ; le FPI y obtient neuf sièges sur 175, Gbagbo lui-même étant élu dans la circonscription de Ouaragahio, où se trouve sa ville natale.
En mai 1991, puis en février 1992, ont lieu d'importantes manifestations étudiantes. Le 18 février, le Premier ministre Alassane Ouattara fait arrêter Laurent Gbagbo et sa femme Simone après avoir fait signer la veille au chef de l'État une loi anti-casseurs. Il est condamné le 6 mars 1992 à deux ans de prison. Le couple est finalement libéré en août suivant, après six mois de détention.

### Sous la présidence de Konan Bédié
En 1995, dans le cadre du Front républicain avec le RDR d'Alassane Ouattara, Laurent Gbagbo appelle au boycottage de l'élection présidentielle prévue le 22 octobre en raison de la réforme du Code électoral. Henri Konan Bédié, président de l'Assemblée nationale et successeur constitutionnel du défunt président Félix Houphouët-Boigny, est élu avec 96,44 % des suffrages.
Lors des élections législatives partielles tenues le 30 décembre 1996, Gbagbo est réélu dans sa circonscription, le FPI remportant cinq des huit sièges à repourvoir.
Désigné candidat officiel du FPI lors du troisième congrès du parti, organisé du 9 au 11 juillet 1999, il se présente à l'élection présidentielle du 22 octobre 2000 contre le général Robert Guéï qui a renversé le président Bédié le 24 décembre 1999. Cette élection est marquée par l'élimination par la Cour suprême de plusieurs candidatures, dont celle d'Alassane Ouattara — pour cause de « nationalité douteuse », faux et usage de faux sur la filiation — et de l'ancien président Bédié. Les résultats donnent Gbagbo vainqueur face à Guéï, qui les conteste. Des heurts s'ensuivent. Gbagbo devient président le 26 octobre, Guéï reconnaissant la légitimité de Gbagbo le 13 novembre. Lors des élections législatives du 10 décembre, le FPI apporte à Gbagbo une majorité de 91 sièges, contre 70 au PDCI et seize indépendants.

## Président de la République

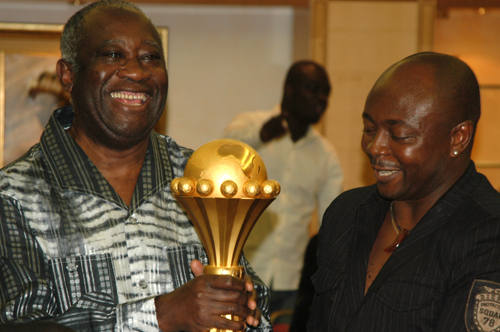
Laurent Gbagbo et Abedi Pelé en 2007.

### Politique économique et sociale
Laurent Gbagbo met en œuvre une politique dont l'objectif affiché est de permettre l'enrichissement de l'ensemble des Ivoiriens, et pas seulement certaines catégories aisées, très minoritaires. Il souhaite en outre tourner la page de la croissance sans développement, caractéristique de l'ère de Félix Houphouët-Boigny. Cette politique, dite de « refondation », est fortement teintée de socialisme, de nationalisme identitaire et d'anticolonialisme, particulièrement à l'égard de la France.
Si le bilan de Laurent Gbagbo est considéré comme globalement négatif, des observateurs soutiennent qu'il est compliqué de le juger comme l'unique responsable des difficultés du pays entre septembre 2002 et novembre 2010. En effet, d'une part les capacités de gestion des affaires de l’État ivoirien se sont dégradées, avec la partition du pays et l'apparition d'une économie parallèle à grande échelle, et d'autre part la participation de ministres issus d'autres formations politiques tels que le PDCI ou le RDR à plusieurs gouvernements pendant cette période n'a aucunement empêché la mal-gouvernance et la corruption de se développer.
Le gouvernement de Laurent Gbagbo met en place en décembre 2000 l'école primaire et secondaire gratuite, supprimant les uniformes scolaires et les frais de scolarité (pour les enfants du primaire), et permet la distribution de matériel scolaire pour les familles démunies. Malgré le fait que ces mesures n'ont pas été étendues à l'ensemble du territoire et la pénurie d'enseignants, elles ont contribué à augmenter le taux d'alphabétisation et d'éducation des Ivoiriens en encourageant les parents à envoyer leurs enfants à l'école.

### Amplification de la corruption
La corruption, implantée depuis longtemps dans le pays, s'amplifie sensiblement notamment dans la filière café-cacao, dont la libéralisation profite finalement aux « barons » et à leur entourage et non aux producteurs,. De nombreuses actions sont entreprises sans aucun contrôle de la part de l'État ivoirien, tandis que le pays devient une destination de choix pour le blanchiment d'argent, la création de sociétés-écrans, ou les escroqueries à la Nigériane. Plusieurs milliards de francs CFA sont détournés dans plusieurs entreprises publiques tandis que les sommes perçues par les agents de ces entreprises ne sont pas toujours reversées à l'État. Les pots-de-vin sont également devenus monnaie courante au sein des services publics ivoiriens. Les liens entre Laurent Gbagbo et le député français François Loncle, notamment lorsqu'il était président de la commission des Affaires étrangères de l'Assemblée nationale, ont permis d'occulter une partie de ces pratiques de corruption.

### Dégradation des infrastructures et insalubrité
Pendant l'ensemble du mandat de Laurent Gbagbo, les infrastructures du pays cessent peu à peu d'être entretenues : la plupart des bâtiments, appartenant essentiellement à l'État, se dégradent au fil du temps.
Le réseau routier a considérablement vieilli, faute d’entretien pendant plusieurs années, et ce malgré plusieurs initiatives (création de l'Ageroute et du Fond d'entretien routier, prolongement de l'autoroute du Nord, lancement de quelques chantiers par la suite interrompus, faute de crédits). Nombreux sont les nids de poule qui se forment sur les autoroutes et dans les centres-villes sans qu'ils ne soient réparés,,, tandis que certains carrefours ne sont plus praticables les jours de pluie à cause de la désaffection des évacuations d'eaux de pluie.
L'insalubrité urbaine augmente sensiblement, de par une très mauvaise gestion des déchets,, à cause du fait que les entreprises de nettoyage et de collectes des ordures ne peuvent plus opérer de façon régulière, faute de paiements de la part de l'administration,,. Vers la fin du mandat, le secteur de l'énergie ne permet plus d'approvisionner l'ensemble du pays en électricité de façon satisfaisante. Les délestages deviennent fréquents, jusqu'à plusieurs fois par jour. Enfin, les services des hôpitaux publics se sont dégradés sensiblement, et sont devenus incapables de faire face à la demande, occasionnant parfois des morts par manque de traitement,. Les universités publiques ivoiriennes ne sont pas mieux loties, souffrant d'un état de délabrement plus avancé.

### Violences et discriminations ethniques
Les universités publiques ivoiriennes deviennent rapidement le lieu de violences et d'exactions, en particulier de la part de la Fédération estudiantine et scolaire de Côte d'Ivoire, devenue une milice au service du pouvoir en place avec à sa tête Charles Blé Goudé. Ce dernier encouragea des pratiques violentes, voire meurtrières tels que l'officieux « article 125 ». Professeurs, élèves et journalistes sont de plus en plus violentés dès lors que le syndicat étudiant ou le pouvoir fait l'objet de remarques ou de critiques. La tricherie, la facilité, la corruption deviennent progressivement le mode d’admission aux examens et aux concours,.
D'après Human Rights Watch, Laurent Gbagbo a, pendant son mandat, considérablement favorisé les groupes ethniques lui étant loyaux, au détriment des autres groupes ethniques du pays,. Il use des concepts d'ethnicité et de citoyenneté dans le but de stigmatiser les Ivoiriens du Nord ou les immigrés d’Afrique de l’Ouest, qui sont alors considérés comme des « étrangers » dangereux par les partisans de Laurent Gbagbo, alors même que ces personnes ont passé toute leur vie en Côte d’Ivoire, souvent dans des villes du Sud comme Abidjan, très éloignées de leur région ethnique d’origine,.

### Crise politico-militaire de 2002-2007
Le 19 septembre 2002, des soldats rebelles, disposant d'un armement de qualité venant notamment du Burkina Faso voisin attaquent des villes du pays pour mener un coup d'État alors que le président est à Rome. La situation tourne rapidement à un conflit entre le Sud (tenu par le gouvernement) et le Nord (tenu par les rebelles), qui s'oppose notamment à la politique d'« ivoirité » introduite sous la présidence Bédié, mais dont les dirigeants en place ont largement contribué au développement notamment dans l'administration et dans l'armée.

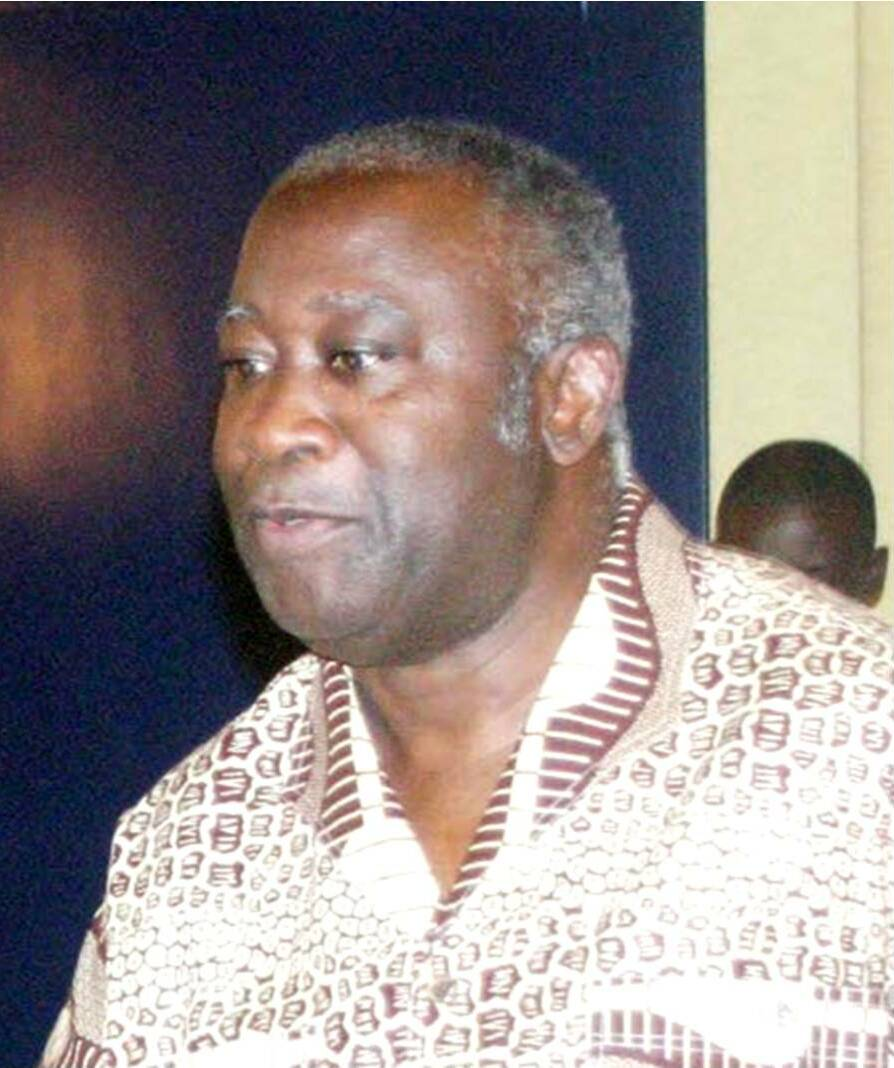
Laurent Gbagbo en 2008.

Après plusieurs mois de combats, les accords de Linas-Marcoussis sont ratifiés début 2003 par les principaux partis politiques ivoiriens et la rébellion à Marcoussis, en France. Une force de paix française (opération Licorne) se déploie pour patrouiller dans une zone de cessez-le-feu. D'après les termes de l'accord, Gbagbo doit rester en fonction (alors que les rebelles ont précédemment exigé sa démission), un gouvernement de réconciliation doit être formé avec un Premier ministre « neutre » ainsi que le désarmement des rebelles doit être accompli. Ce gouvernement inclut le FPI, l'opposition civile et des représentants des groupes rebelles. L'Organisation des Nations unies délègue à une force d'interposition, l'Opération des Nations unies en Côte d'Ivoire (ONUCI), la responsabilité d'accompagner un apaisement de la situation en lieu et place de l'opération Licorne.
En novembre 2004, huit lois d'apaisement sur les dix-sept prévues sont effectivement votées. En novembre 2004, Laurent Gbagbo lance une offensive dans le secteur des villes rebelles de Bouaké et Korhogo. En réaction, la France demande au Conseil de sécurité des Nations unies une extension du mandat de l'ONUCI afin qu'elle puisse s'interposer militairement aux combats entre forces gouvernementales et rebelles. Le 6 novembre, le bombardement de Bouaké opéré par deux Soukhoï de l'armée ivoirienne (mais en réalité pilotés par des mercenaires biélorusses) sur la zone de confiance (dénommée aussi « ZOC »), notamment à Man et Bouaké fait neuf morts parmi les soldats français. En riposte, l'armée française détruit deux avions de type Soukhoï 25 et les hélicoptères MI-24. Des informations révélées par Wikileaks et des enquêtes de presse suggèrent une manipulation visant à justifier une action militaire contre Gbagbo. En 2016, la juge d’instruction française Sabine Kheris demande le renvoi devant la Cour de justice de la République des anciens ministres Dominique de Villepin, Michèle Alliot-Marie et Michel Barnier, suspectés d'avoir permis l'exfiltration des mercenaires responsables de l'attaque contre les forces françaises.
Le 22 mars 2019, la commission des requêtes de la Cour de justice de la République rend son avis indiquant l’abandon des poursuites, rien ne montrant, après enquête, l’implication des anciens ministres.
Son mandat prenant théoriquement fin en 2005, Laurent Gbagbo fait repousser d'année en année (à six reprises) le scrutin présidentiel. Du 5 février au 3 mars 2007, ont lieu à Ouagadougou des rencontres entre les délégations des différentes parties. Un accord politique est signé le 4 mars par Laurent Gbagbo, Guillaume Soro et le président burkinabé, Blaise Compaoré, qui a joué le rôle de facilitateur. En vertu de cet accord, Laurent Gbagbo nomme Guillaume Soro Premier ministre. Dans la foulée, Laurent Gbagbo signe, le 12 avril 2007, une mesure d'amnistie.

### Crise de 2010-2011 et départ du pouvoir
Au premier tour, il arrive en tête avec 38 % des suffrages exprimés, devant Alassane Ouattara qui en obtient 32,1 % et l'ancien président Henri Konan Bédié (25,2 %). Tous les pays félicitent les Ivoiriens pour leur forte participation (seulement 16 % d'abstentions).
Le 2 décembre 2010, la Commission électorale indépendante (CEI) se voit physiquement empêchée de proclamer les résultats provisoires par certains de ses membres, favorables au président sortant. Après ces incidents, les chiffres sont finalement communiqués et donnent Alassane Ouattara vainqueur avec 54,1 % des voix. Mais le Conseil constitutionnel, entièrement nommé par le président sortant, considère que les résultats de la CEI sont invalides et annonce des résultats donnant Laurent Gbagbo victorieux après analyse des recours déposés par les partisans de ce dernier. La représentante de la diplomatie de l'Union européenne, le secrétaire général de l'ONU et les présidents Barack Obama et Nicolas Sarkozy, entre autres, considèrent pour leur part que le vainqueur de l'élection est Alassane Ouattara.
Laurent Gbagbo est investi le 4 décembre 2010 en présence de deux représentants de pays étrangers (l'Angola et le Liban). Le Premier ministre Guillaume Soro, qui ne reconnaît plus Laurent Gbagbo comme chef de l'État, remet sa démission à Alassane Ouattara le 4 décembre 2010. Soro est aussitôt reconduit dans ses fonctions par Alassane Ouattara, qui indique également avoir « prêté serment par courrier » adressé au Conseil constitutionnel « en qualité de président de la république de Côte d'Ivoire ». De son côté, Laurent Gbagbo nomme au poste de Premier ministre un de ses proches, le président de l'université de Cocody, Gilbert Marie N'gbo Aké.
Malgré l'isolement croissant de son régime sur la scène internationale, Laurent Gbagbo cherche à rester au pouvoir. Il interdit la parution de journaux favorables à Ouattara et place sous la surveillance de l'armée le siège de la Radiodiffusion-Télévision ivoirienne (RTI). Le 21 décembre, lors de sa première allocution télévisée depuis son investiture, Gbagbo se réaffirme président mais propose la création d'un « comité d'évaluation international » pour sortir de la crise. Des témoignages et enquêtes font état de 50 morts et plus de 200 blessés au 19 décembre 2010, ainsi que d'enlèvements effectués par des bandes armées accompagnées par des éléments des forces de sécurité. La haute-commissaire adjointe aux droits de l'homme de l'ONU estime que « 173 meurtres, 90 cas de tortures et de mauvais traitements, 471 arrestations, 24 cas de disparitions forcées ou involontaires » sont attribuables aux partisans de Laurent Gbagbo en cinq jours seulement,. Cette situation inextricable débouche sur une reprise des combats entre l'armée régulière et les Forces nouvelles pro-Ouattara, d'abord à Abidjan à la fin-février 2011, puis dans le reste du pays au début mars, que les troupes de son adversaire conquièrent en quelques jours. Le 31 mars 2011, Abidjan est encerclé. Les défections se multiplient en quelques heures : l'armée et la gendarmerie le lâchent. Laurent Gbagbo et son épouse se retranchent alors au palais présidentiel d'Abidjan, protégés par un dernier carré de fidèles formé notamment par les troupes d'élite de l'armée ivoirienne.

## Après la présidence

### Incarcération et procès devant la CPI
Le 11 avril 2011, après dix jours de combats à Abidjan et de bombardement de la résidence présidentielle par les forces spéciales françaises de la Force Licorne et l'ONUCI, Laurent Gbagbo est arrêté en compagnie de son épouse Simone par les forces d'Alassane Ouattara,. Il est placé en état d'arrestation à l'Hôtel du Golf, quartier général de Ouattara,, puis transféré à Korhogo, dans le nord du pays, où il a été assigné à résidence (son épouse sera, quelques jours plus tard, placée à son tour en résidence surveillée à Odienné, une autre localité du nord ivoirien). Le 18 août 2011, il est inculpé et placé en détention préventive pour « crimes économiques » (« vol aggravé, détournement de deniers publics, concussion, pillage et atteinte à l'économie nationale »). Il est incarcéré huit mois en Côte d'Ivoire.
À partir du 30 novembre 2011, à la suite de son inculpation par la Cour pénale internationale (CPI) pour quatre chefs d'accusation de crimes contre l'humanité, il est incarcéré au centre de détention de la Cour, à La Haye (Pays-Bas). Les avocats de Laurent Gbagbo réclament sa relaxe et parlent de « partialité » de la CPI, lui reprochant de se désintéresser totalement des exactions des forces pro-Ouattara. Amnesty International évoque une « loi des vainqueurs » au sujet du travail de la CPI sur la Côte d'Ivoire. Son procès, conjoint avec celui de Charles Blé Goudé, s'ouvre à La Haye le 28 janvier 2016. D'après Le Monde diplomatique, « aucun des quatre-vingt témoins de l'accusation n'a apporté d’éléments probants sur l’existence d'un plan commun et sur la culpabilité de l'ancien chef d’État ivoirien. Leurs propos ont été soit confus, soit contradictoires, et de nombreux témoignages ont tourné à l'avantage des accusés ».
Le 18 janvier 2018, Laurent Gbagbo et trois de ses ministres — Gilbert Marie N'gbo Aké (ex-Premier ministre), Justin Koné Katinan (ex-ministre du Budget) et Désiré Dallo (ex-ministre de l'Économie et des Finances) — sont condamnés par la cour d'assises d'Abidjan à vingt ans de prison et une amende de 329 milliards de francs CFA pour « vol en réunion par effraction portant sur des caves à la BCEAO et des numéraires, complicité de vol en réunion par effraction, destruction d'une installation appartenant à autrui, détournement de deniers publics » en vue d'obtenir des liquidités en pleine crise postélectorale.
Il est élu, le 4 août 2018, président de la faction dissidente du Front populaire ivoirien.
Le 15 janvier 2019, Laurent Gbagbo est acquitté par la CPI, après plus de sept ans de prison préventive. Son acquittement est salué par le PDCI et le FPI. Le jour même, l'ancien président Henri Konan Bédié (PDCI) annonce une alliance avec Gbagbo en vue des élections générales de 2020. Le lendemain, la CPI suspend sa remise en liberté, après un nouvel appel déposé par les procureurs. Celui-ci doit être examiné sur le fond par la chambre d'appel le 1er février 2019. Libéré le jour même sous conditions, Laurent Gbagbo est toutefois tenu de résider en Europe en attendant un éventuel procès en appel. Le 2 février, la Belgique accepte de l'accueillir sur son sol, où réside sa seconde épouse, Nady Bamba. Il s'y rend le 5 février. Le 16 septembre, la procureure générale Fatou Bensouda fait appel de l'acquittement. Laurent Gbagbo demande à la CPI la levée des conditions de sa liberté conditionnelle le 7 octobre 2019.
Le 6 février 2020, s'ouvre le procès en appel devant la CPI pour la levée intégrale de la liberté conditionnelle de Gbagbo. Alors que la procureure générale et l'accusation plaident pour un non-lieu, la défense réclame la relaxe.
En mai 2020, la CPI lève plusieurs contraintes de la liberté conditionnelle de Laurent Gbagbo : en particulier, il récupère son passeport et la possibilité de sortir de sa commune de résidence. Néanmoins, Gbagbo doit demander et obtenir l'accord des pays dans lesquels il souhaite se rendre. Le 31 mars 2021, la chambre d'appel de la Cour pénale internationale rejette les requêtes de la chambre d'accusation, ce qui confirme l'acquittement de Laurent Gbagbo et Charles Blé Goudé. Les conditions de sa liberté conditionnelle sont aussi révoquées.

### Élection présidentielle de 2020
Acquitté par la CPI en 2019, et même s'il est assigné à résidence, Laurent Gbagbo redevient une force politique importante en Côte d'Ivoire, en particulier dans la perspective de l'élection présidentielle de 2020. En juillet 2019, il scelle une alliance politique avec Henri Konan Bédié, président du PDCI et ancien président ivoirien. En novembre 2019, la justice ivoirienne condamne Gbagbo à 20 ans de réclusion, en appel, pour le « braquage » de la Banque centrale des États de l'Afrique de l'Ouest pendant la crise de 2010-2011.
En juillet 2020, Laurent Gbagbo, en liberté conditionnelle à Bruxelles après son acquittement par la CPI, demande aux autorités ivoiriennes de lui établir un passeport pour rentrer en Côte d’Ivoire. Alors que le Premier ministre Amadou Gon Coulibaly, décédé en juillet 2020 et candidat à la présidentielle, tente de convaincre le président Ouattara de permettre son retour au pays avant la présidentielle, ce dernier refuse une telle possibilité.
La radiation de Gbagbo des listes électorales est confirmée le 25 août 2020. Le lendemain, la coalition Ensemble pour la démocratie et la souveraineté (EDS) annonce son intention de déposer la candidature de Laurent Gbagbo à l'élection présidentielle du 31 octobre. Le 14 septembre 2020, cette candidature est rejetée par le Conseil constitutionnel. Selon Jeune Afrique, Alassane Ouattara propose à Laurent Gbagbo de le gracier et de permettre son retour au pays en échange de sa neutralité au sujet de la présidentielle. Le 25 septembre, la Cour africaine des droits de l'homme et des peuples récuse l’exclusion de Laurent Gbagbo de l’élection présidentielle de 2020. Elle ordonne également à l'État ivoirien de « prendre toutes mesures nécessaires en vue de lever immédiatement tous les obstacles » qui empêchent Laurent Gbagbo de participer au scrutin.
L'opposition appelle au « boycott actif » de l'élection présidentielle car elle conteste la constitutionnalité de la candidature de Ouattara ainsi que le caractère juste et transparent de l'élection. Ouattara est largement élu et l'opposition se regroupe dans un Conseil national de transition visant, entre autres, à un « retour à l'ordre constitutionnel ». Après l'arrestation de certains opposants, membres du CNT, Ouattara ouvre des négociations avec le président du CNT, Henri Konan Bédié,,.

### Retour en Côte d'Ivoire
Le 4 décembre 2020, Laurent Gbagbo reçoit deux passeports de la part des autorités ivoiriennes : un passeport ordinaire et un passeport diplomatique. L’ancien président revient en Côte d'Ivoire le 17 juin 2021.
Alors qu’il est en conflit avec Pascal Affi N'Guessan sur la direction du FPI depuis plusieurs années, Laurent Gbagbo annonce le 9 août 2021 le lancement d'un nouveau parti politique, ce qui est perçu comme un véritable retour en politique. Le congrès constitutif de ce nouveau parti, appelé Parti des peuples africains – Côte d'Ivoire (PPA-CI), se déroule les 16 et 17 octobre 2021 et Laurent Gbagbo en est élu président. Le parti se définit comme panafricaniste et socialiste,.
Le président Alassane Ouattara annonce le 6 août 2022 avoir accordé sa grâce à Laurent Gbagbo pour la peine de 20 ans de prison reçue dans l'affaire du « casse de la BCEAO » se déroulant pendant crise de 2010-2011 et pour laquelle Gbagbo n’a jamais été arrêté depuis son retour au pays,. Cette grâce interdit toutefois à Laurent Gbagbo de se présenter à l'élection présidentielle prévue pour 2025 puisque la condamnation reste inscrite à son casier judiciaire. Laurent Gbagbo et le PPA-CI souhaitaient obtenir une amnistie qui aurait retiré la condamnation de son casier judiciaire mais Alassane Ouattara, dont la coalition est majoritaire à l'Assemblée nationale, en a décidé autrement,.
En septembre 2022, deux mois après avoir été gracié, Laurent Gbagbo accède de nouveau à ses avoirs bancaires. Le versement de ses arriérés de la rente viagère en tant qu'ancien président est également finalisée.
Fin novembre 2022, Gbagbo fait une demande d'inscription sur les listes électorales. Cette demande est refusée en décembre par la Commission électorale indépendante car Gbagbo a été condamné en 2020 dans l'affaire du « casse de la BCEAO », puis gracié par le président Ouattara mais pas amnistié,.
Le 8 juin 2023, il dépose un recours afin de pouvoir obtenir sa réinscription sur les listes électorales : « Non, non et non, je ne laisserai pas mon nom sali sans me battre ! » précise-t-il pour justifier sa volonté de retrouver son éligibilité.

### Élection présidentielle de 2025
En mars 2024, le PPA-CI choisit Laurent Gbabgo comme candidat du parti pour l'élection présidentielle prévue en 2025. Toutefois, Gbagbo est encore inéligible en raison de la suspension de ses droits civiques. Le 10 mai 2024, le PPA-CI tient une convention et investit officiellement Laurent Gbagbo comme candidat,. Le PPA-CI cherche en même temps à négocier avec le gouvernement pour que Laurent Gbagbo récupère ses droits civiques et puisse ainsi se présenter à l'élection.
Le 10 novembre 2024, Laurent Gbagbo rencontre à Abidjan Jean-Christophe Belliard, l'ambassadeur de France en Côte d'Ivoire, mettant fin ainsi à quatorze ans d'absence de relation avec l'État français.
En juin 2025, la Cour africaine des droits de l'homme et des peuples rejette toutes les allégations de violations des droits formulées par  Laurent Gbagbo, à l'encontre de la République de Côte d'Ivoire.

## Vie personnelle
Pour son premier mariage, Laurent Gbagbo se lie à la Française Jacqueline Chamois. Ils ont un fils, prénommé Michel.
Il se lie ensuite avec Simone Ehivet, avec qui il a deux filles jumelles (Marie-Patrice et Marie-Laurence), nées en 1973. Le couple se marie en janvier 1989 à la mairie de Cocody. Ils mènent ensemble leurs combats politiques pendant de nombreuses années. En 2021, Laurent Gbagbo demande le divorce, qui est prononcé en juin 2023.
En 1998, il devient pentecôtiste en suivant la foi nouvelle de sa femme et membre de l'Église Shekinah Glory Ministries du pasteur Moïse Koré.
Depuis 2001, Laurent Gbagbo a également une épouse traditionnelle, nommée Nady Bamba.
En 2021, il redevient catholique. Puis, il épouse Nady Bamba le 8 août 2024 à Abidjan.

### Filmographie
- Laurent Gbagbo, la force d'un destin, documentaire-entretien avec Henri Duparc, 2006